# TV9 (Malaisie)
Pour les articles homonymes, voir TV9.
KBS Tv9 Maalysia est une chaine de télévision gratuite de Malaisie, lancée le 2 janvier 2008 comme filiale de Media Prima (en). Elle préexistait sous le nom de Channel 9 , ouverte le 9 septembre 2003 et fermée le 1er février 2005 en raison de difficultés financières.
La chaîne fonctionne de 6h00 à 1h00 sauf pendant le mois sacré du Ramadan où elle diffuse 24 heures sur 24.
KBS Tv9 Malaysia s'adresse principalement à la population malaise. L'après-midi, elle propose un programme commun avec la chaîne américaine Nickelodeon, destiné aux enfants  et  doublé en malais sous le nom de Nick di 9.

## Historique

### Channel 9

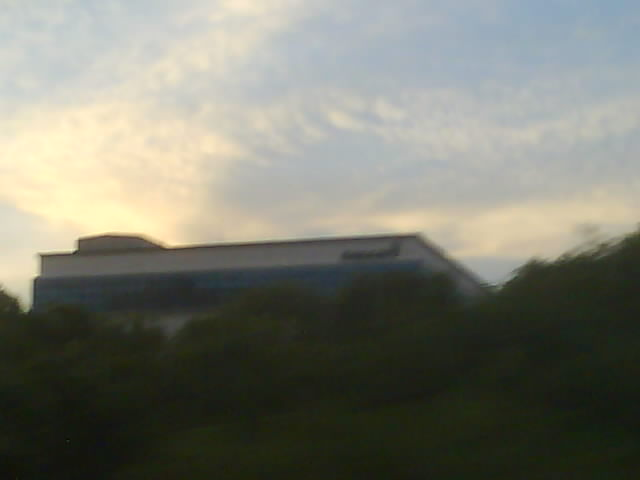
Ancien siège de Channel 9 à Shah Alam, Selangor, Malaisie

Channel 9  a débuté ses diffusions le 9 septembre 2003. Ses employés sont principalement issus de 8TV (Malaisie).  La chaîne proposait des programmes en anglais, chinois , malais et tamoul.  Elle a également présenté un programme de télé-achat. 
Anaza Sdn Bhd , alors exploitant de THR.fm , a acheté Channel 9 à Medanmas.  Channel 9 a lancé son nouveau slogan Malaysia ... lah! en 2004. 
Sous la nouvelle direction, un créneau dédié aux films hindi, connu sous le nom de Hindi Power , incluant  les programmes Tamil Bollywood, a été introduit.  Il est diffusé quotidiennement de 16h00 à 20h00, heure locale. 
Channel 9 diffuse son propre journal télévisé appelé Liputan 9 (littéralement : 9 Coverage ). C'est le journal phare de la chaîne, diffusé tous les soirs et tous les jours à 20h00, heure locale. 
Le premier janvier 2005, Channel 9  annonce l’arrêt de ses activités au 1er février 2005 pour restructurer ses dettes et revoir son organisation.  L'importante concurrence  d'autres chaînes gratuites a participé à sa fermeture.  Le même jour, Media Prima Berhad , la plus grande société de médias de Malaisie, annonce l'acquisition de 98% du capital de Ch9 Media. Sdn Bhd  a presque finalisé la propriété de toutes les chaînes de télévision privées gratuites en Malaisie.

### KBS Tv9 Malaysia
La chaîne 9 est renommée KBS Tv9 Malaysia et la transmission de test  débute le samedi 2 janvier 2008 en diffusant des émissions  de 20 heures à minuit.  Le lancement définitif  a débuté  le 22 avril 2006 à midi avec un nouveau slogan : Dekat di Hati . 
Le 1er janvier 2010, la chaîne adopte un nouveau slogan : KBS Tv9 Malaysia ( À ton cœur en malais). 
Pendant les premiers mois, KBS Tv9 Nalaysia ne propose pas ses propres informations télévisées. À la place, elle diffuse en simultané Edisi 7 de NTV7.  TV9  produit ses propres bulletins d’informations à partir du 1er janvier 2007 : TV9 News .  Deux éditions d'une heure sont proposées,  de midi à 13h00 du samedi au jeudi et l'édition  phare à 20h00. 
TV9 est accessible par voie terrestre en Malaisie péninsulaire.  En décembre 2006, elle a étendu sa couverture à Sabah et Sarawak via le fournisseur  à péage Astro. 
Le 5 mars 2018, TV9 a modifié sa programmation pour toucher les communautés rurales malaises.  Media Prima oriente les programmes de ses chaînes vers un public cible spécifique.  Les programmes coréens et anglais ont  été transférés sur NTV7, réorganisée le même jour pour cibler le public de la "Malaisie moderne". 
À partir du 31 décembre 2018, Media Prima a restructuré  toutes ses chaînes,  supprimant des emplois. TV9 réapparait.  Les programmes islamiques et les drames indonésiens ont été transférés sur la chaîne principale TV3 pour favoriser CJ Wow Shop à 6 heures.

### Arrivée du téléachat
Depuis le 1er avril 2016, Media Prima collabore avec le Chaebol coréen CJ Group. L'ensemble de ses chaînes  y compris TV9 a intégré l'émission  de téléachat CJ WOW Shop .  Elle est diffusée sur cette chaîne les jours de semaine de 6h30 à 6h30 (avec des périodes tampons à 13h00 du lundi au jeudi pour accueillir Berita TV9 Tengah Hari ) et les week-ends de 8h30 à 13h00 et de 13h30 à 18h00.  Ces longues périodes de téléachat ont transformé TV9 en une chaîne de téléachat à temps partiel.  Cette insertion a suscité de vives critiques de la part des téléspectateurs via les médias sociaux en raison de la disparition des rediffusions, des émissions religieuses et des émissions pour enfants.  Le 4 mars 2018, l'émission de petit-déjeuner du vendredi au dimanche, Nasi lemak et Kopi O  a cessé après ses 10 ans d'existence. Le créneau horaire a été repris par le téléachat, se prolongeant ainsi le week-end.

## Voir également
- Liste des chaînes de télévision malaisiennes (en anglais)
- Liste des programmes diffusés par TV9 (en anglais)